# To be on Top
To be on Top ist ein Actionspiel, das von Rainbow Arts entwickelt wurde und 1987 zunächst für den Commodore 64 erschien. In der Folge wurde es für den Atari ST portiert. Entwickelt wurde es fast ausschließlich von Chris Hülsbeck.

## Beschreibung
To be on Top ist ein Musikthemen-Action-Spiel, wobei es Ziel des Spielers ist, ein Lied zu schaffen, das die Top Ten der Charts erreicht. Das Spiel beginnt auf einer Straße, wo der Spieler die direkte Kontrolle über einen Charakter aus einer Seitenansicht hat. Entlang der Straße sind verschiedene Orte (Häuser, eine Disco, ein Aufnahmestudio und ein Fernsehsender namens Rainbow-TV-Studio), die besucht werden können. Die Gebäude können jedoch nicht in beliebiger Reihenfolge besucht werden, da für jedes Gebäude bestimmte Qualifikationen erforderlich sind. Wenn diese nicht erfüllt sind, kann der Spieler das Spiel verlieren. Mit geschickten Ausweichmanövern auf der Straße muss man verhindern, dass Rollschuhfahrer mit Ghettoblaster einem die Inspirationen klauen oder Geisterfahrer im Panzer einen überfahren.
Um das Lied zu erstellen, muss der Spieler zuerst musikalische Inspirationen sammeln. Dies geschieht durch ein Mini-Spiel auf einem TV-Bildschirm, es gibt vier verschiedene Arten von Inspiration, die gesammelt werden können: Bass-Linien, Begleitungen, Melodien und Sequenzen. Durch das Verschieben eines Fadenkreuzes und klicken auf die Inspirationen, wenn sie sich um den Bildschirm bewegen, kann man diese Inspirationen sammeln. Danach wird die Tastatur benutzt, um den Song zusammenzusetzen. Dies geschieht durch die Auswahl und Kombination der verschiedenen Inspirationen. Sobald der Song komponiert wurde, wird ein Synthesizer verwendet, um ein Demo-Band zu erstellen, das dann ins Studio gebracht wird, wo einer von 16 Drum-Sequenzen dem Song hinzugefügt werden kann. Wenn das Lied eine Top-3-Position in den Charts erreicht, bekommt der Spieler eine Einladung in das TV-Studio. Dort kann der Spieler das Lied auf der Bühne aufführen und muss so viele Zuschauer wie möglich bekommen.

## Portierungen
Das Spiel wurde für die folgenden Systeme veröffentlicht: Atari ST und Commodore 64.